# Agente Arancio

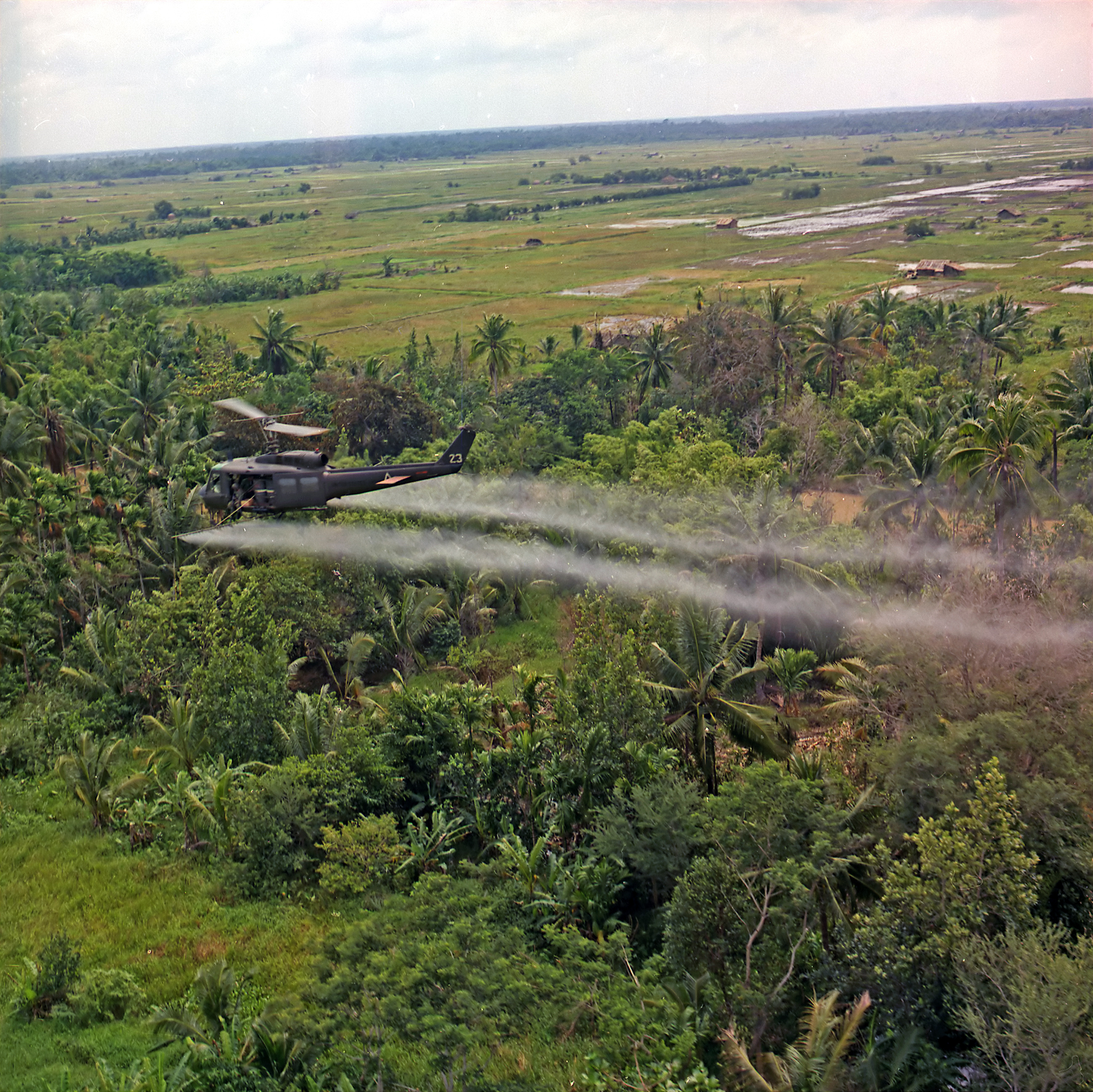
Vietnam. Missione di disboscamento: un elicottero UH-1D dal 336 battaglione dell'aviazione spruzza un potente defoliante nel delta del Mekong, 26 luglio 1969

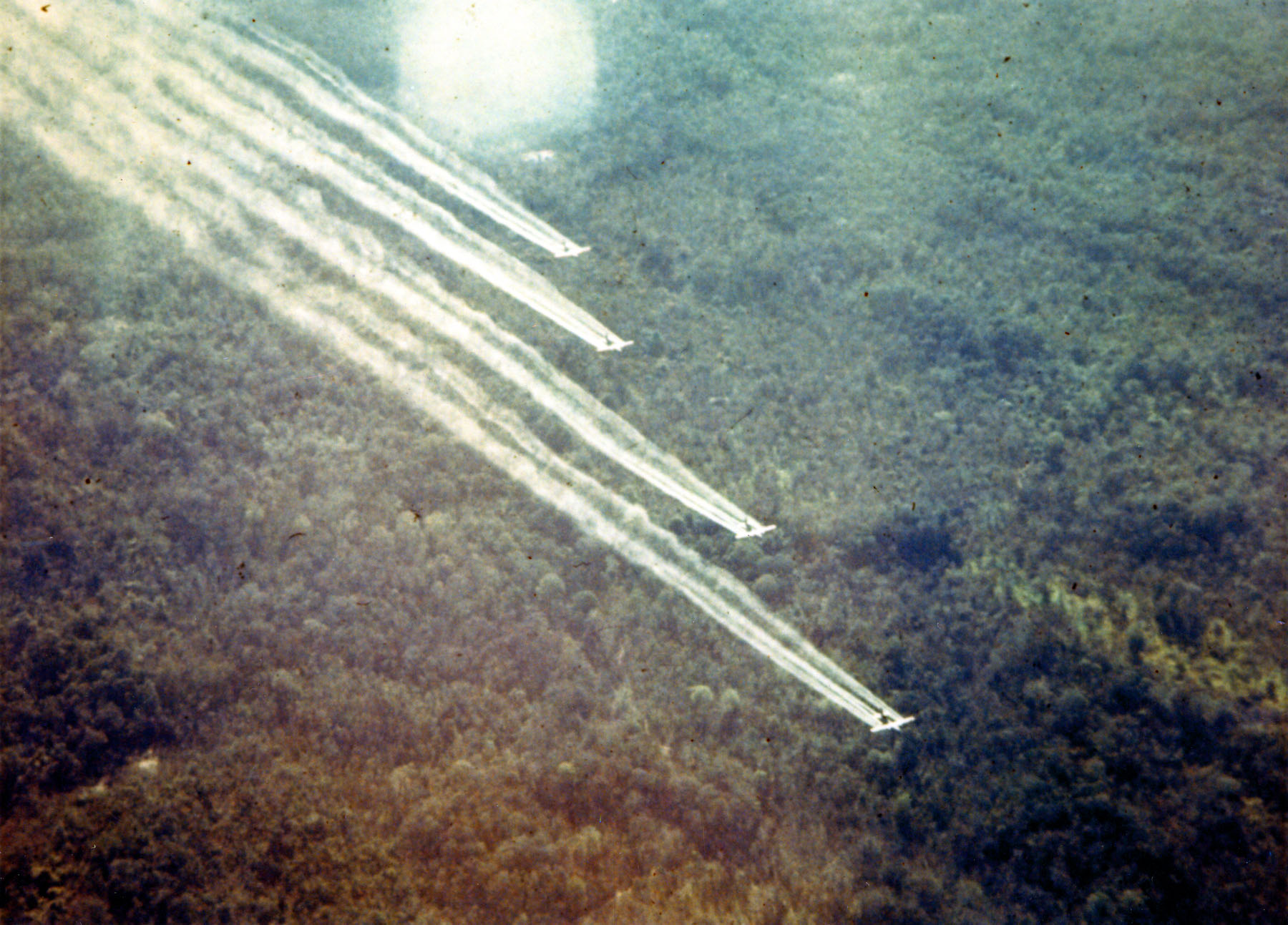
Vietnam. Missione di disboscamento durante l'operazione Ranch Hand (guerra del Vietnam)

Agente Arancio, in inglese Agent Orange, era il nome in codice dato dall'esercito statunitense a un defoliante che fu ampiamente irrorato su tutto il Vietnam del Sud, tra il 1961 e il 1971, durante la Guerra del Vietnam.

## Storia
L'impiego venne approvato durante le amministrazioni Kennedy, Johnson e Nixon, mentre erano segretari alla difesa Robert McNamara, in seguito Clark McAdams Clifford e successivamente Melvin Robert Laird.
L'Agente Arancio fu prodotto sotto contratto, per conto dell'esercito statunitense, da Diamond Shamrock, Dow Chemical Company, Hercules, Monsanto, T-H Agricultural & Nutrition, Thompson Chemicals, e Uniroyal e altre ancora.

## Caratteristiche
Si presentava come un liquido incolore, ma il suo nome deriva dal colore delle strisce presenti sui fusti usati per lo stoccaggio durante il trasporto. L'impiego militare ufficiale era finalizzato alla rimozione delle foglie degli alberi così da privare i Viet Cong della copertura del manto vegetale. Era composto da una miscela all'incirca 1:1 degli erbicidi 2,4-D (acido-2,4-diclorofenossiacetico) e 2,4,5-T (acido-2,4,5-triclorofenossiacetico). Questi erbicidi furono sviluppati durante gli anni quaranta per l'utilizzo nel controllo delle piante a foglia larga. 
Introdotti inizialmente nel 1947, si diffusero rapidamente, e il loro uso era considerato normale nella pratica agricola nella metà degli anni cinquanta.
Altri erbicidi, durante lo stesso periodo, furono usati dall'esercito degli Stati Uniti in diverse quantità: l'Agente Blu (acido cacodilico), l'Agente Bianco (miscela 4:1 di 2,4-D e picloram), l'Agente Porpora e l'Agente Rosa.

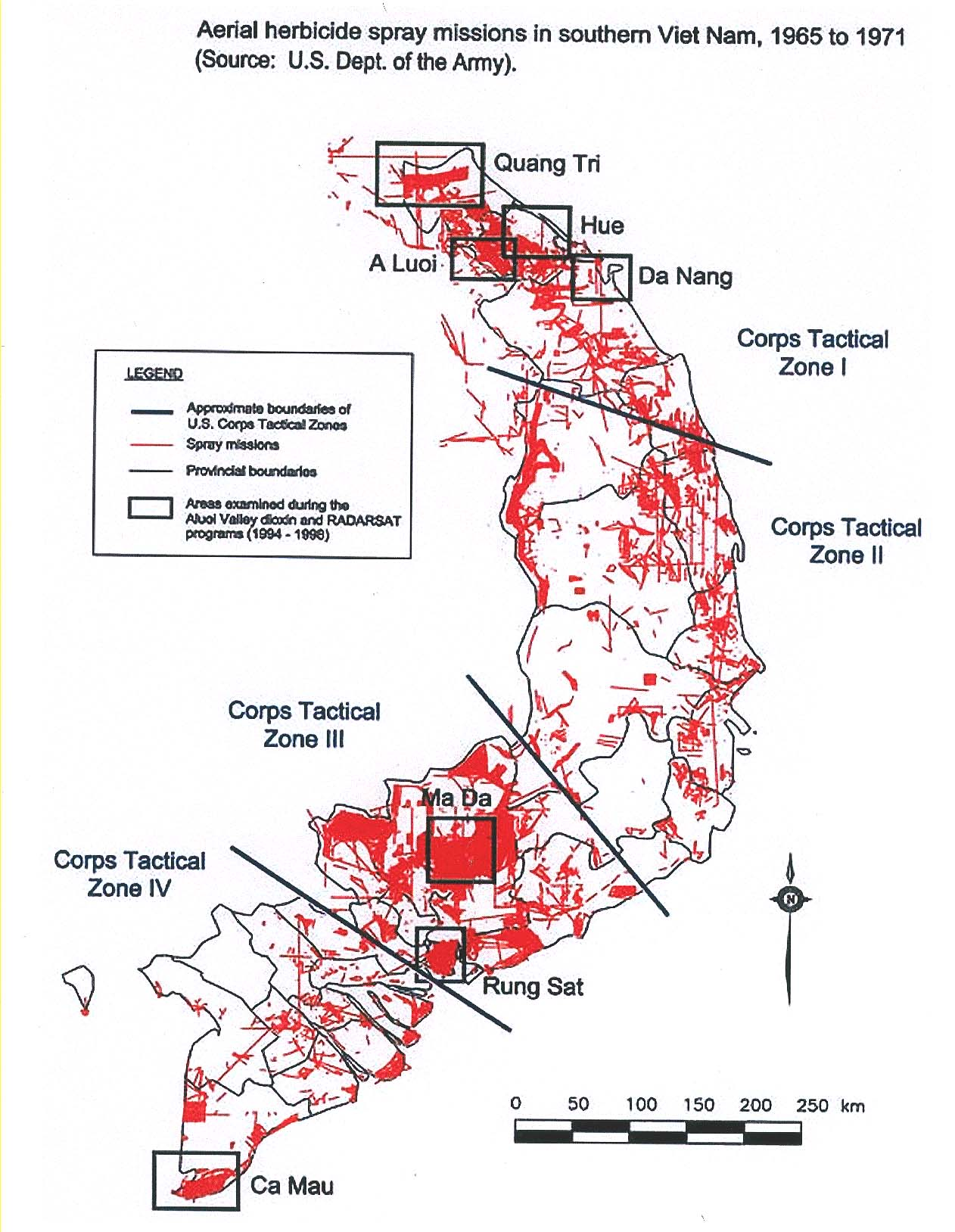
Mappa delle zone contaminate dall' Agente Arancio.

L'Agente Arancio, dismesso come defoliante militare nel 1971, aveva come componente inquinante tossico la diossina, che in ambiente persiste 20 anni fino alla totale scomparsa. Delle tracce possono permanere anche più a lungo in alcuni materiali, quali il legno. 
Il 2,4-D e il 2,4,5-T continuano ad essere ampiamente usati, in uso agricolo, come efficaci erbicidi.

## Effetti sull'essere umano

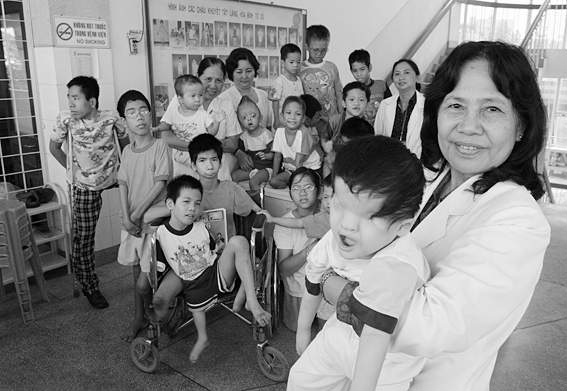
Gruppo di bambini con gravi problemi di sviluppo fisico, alcuni ritenuti vittime dell'Agente Arancio

Si scoprì che l'Agente Arancio aveva come inquinanti diossine altamente tossiche, infatti si è rilevata la contaminazione con TCDD (2,3,7,8 tetraclorodibenzo-p-diossina), ritenuta responsabile sia di neoplasie (ad esempio, leucemia, linfoma, mieloma) sia di teratogenesi, sia nella popolazione vietnamita sia nei veterani di guerra statunitensi (fu la prima volta in cui la TCDD colpì direttamente flora e fauna; l'unico altro caso risale al disastro di Seveso del 1976). L'Agente Arancio è anche sospettato di avere un ruolo nello sviluppo di alcune forme della malattia di Parkinson.
Nel 1980, lo stato del New Jersey creò la New Jersey Agent Orange Commission, la prima commissione statale creata per studiarne gli effetti. Il progetto di ricerca della commissione, in collaborazione con la Rutgers University, fu chiamato Progetto Pointman. La commissione fu sciolta dalla governatrice Christine Todd Whitman nel 1996.
Un rapporto dell'aprile 2003, finanziato dalla National Academy of Sciences, giunse alla conclusione che, durante la guerra del Vietnam, 3181 villaggi erano stati direttamente irrorati con erbicidi. 
Tra i 2,1 e i 4,8 milioni di persone «sarebbero state presenti durante le irrorazioni». 
Inoltre, anche il personale dell'esercito degli Stati Uniti fu direttamente irrorato o venne a contatto con gli erbicidi mentre si trovava in zone trattate di recente. 

### Stima delle quantità in argomento
Lo studio fu originariamente intrapreso dall'esercito statunitense per avere un miglior conteggio di quanti veterani prestarono servizio in aree irrorate e i ricercatori ebbero accesso a registrazioni militari e fascicoli operativi dell'aeronautica statunitense, non studiati in precedenza. 
La nuova stima fatta dal rapporto calcolò il volume di erbicidi irrorati tra il 1961 e il 1971 a un livello di 7 132 metri cubi in più rispetto a una stima erronea pubblicata nel 1974, e di 9 400 metri cubi superiore a un inventario dello stesso anno.

## Risarcimento danni
I risarcimenti dei danni provocati dall'agente arancio sono stati più volte richiesti dalle vittime alle industrie produttrici.
Il 31 gennaio 2004, un gruppo vietnamita a favore dei diritti delle vittime, per conto di tre vittime, intentò una causa presso la Corte Federale di Brooklyn (New York), contro diverse compagnie statunitensi, invocandone responsabilità nell'aver causato lesioni personali nello sviluppo e produzione delle sostanze chimiche. Sono stati interessati anche paesi come la Corea del Sud. La Dow Chemical e la Monsanto, due dei più grandi produttori di Agente Arancio, erano tra queste. Una delle principali accuse mosse dalle vittime alle multinazionali è legata al fatto che, nonostante le aziende fornitrici fossero consapevoli della pericolosità degli effetti teratogeni e cancerogeni, avrebbero continuato regolarmente a rifornire l'esercito statunitense di Agente Arancio.
Diverse cause intentate da soldati statunitensi furono vinte negli anni successivi alla guerra del Vietnam; alcuni di loro si riunirono in associazioni (come la Vietnam Veterans Against the War) esprimendo sincera solidarietà alle vittime vietnamite. Ciò nonostante, nel 2005 fu respinto il ricorso intentato da alcune vittime vietnamite dell'Agente Orange contro 34 compagnie statunitensi produttrici. Per Peace Reporter, l'assoluzione delle compagnie produttrici avvenne a fronte di forti pressioni esercitate dal Dipartimento di Giustizia, rispetto al timore che si potesse creare un precedente per la pretesa di risarcimenti da parte di altri ex-nemici degli Stati Uniti. Per il Child Rights Information Network gli Stati Uniti negano tuttora ogni correlazione tra l'Agente Arancio e malformazioni infantili.
Nel 2011, con un decreto del 25 luglio, il Congresso degli Stati Uniti ha introdotto una legge a favore dei veterani americani e dei loro discendenti, colpiti dalla cloracne e da altre malattie legate all'avvelenamento da Agente Arancio, durante la guerra del Vietnam.
Secondo una sentenza della Corte Suprema di Seul (Corea del Sud) del 18 luglio 2013 la Monsanto dovrà rimborsare le spese per cure mediche, a 39 veterani sudcoreani della guerra del Vietnam. La Corte suprema ha ammesso che la causa della cloracne dei militari è strettamente legata al loro contatto diretto con l'agente arancio.